# Baphuon
O Baphuon (Khmer: ប្រាសាទបាពួន) é um antigo templo de montanha, construído pelo Império Khmer na antiga cidade de Angkor Thom, na região de Angkor, na atual Camboja. Foi declarado, junto ao resto do conjunto de Angkor, Património da Humanidade pela Unesco no ano 1992.
Encontra-se em Angkor Thom, ao noroeste do templo de Bayon. Compõe-se de um imenso templo de montanha de forma piramidal com cinco plantas e uns 25 metros de altura, que representa o Monte Meru e estava dedicado ao deus indiano Shiva. Sua data de origem é mediados do século XI, sobre o mandato do rei Udayadityavarman II. É um arquétipo do estilo Baphuon. O templo encontra-se junto ao recinto sul do palácio real e tem uma base 120 metros deste a oeste e 100 metros de norte a sul.
Seu aspeto já impressionou a Zhou Daguan, diplomata do imperador chinês Timur Kan, durante a visita que realizou entre 1296-1297 a esta região, na que disse que era 'a torre de bronze ... um espetáculo realmente surpreendente, com mais de dez câmaras em sua base." O templo teve uma primeira época de carácter indiano, que se pode ver especialmente nos baixo relevos inspirados pelo Ramyana, e uma segunda época budista, a partir da construção no final do século XV de uma estátua de Buda reclinado de 9 metros de altura por 70 metros de comprimento no segundo nível do lado oeste, que provavelmente requereu a demolição de uma torre de 8 metros por em cima, o que explica sua ausência atual. O templo construiu-se num terreno cheio de areia, e devido a seu imenso tamanho a construção fez-se instável ao longo de sua história. Várias partes ter-se-iam derrubado já quando se acrescentou a estátua de Buda.
A princípios do século XX, grande parte do templo derrubou-se e os esforços de restauração demonstraram-se desde então problemáticos: um primeiro esforço projeto iniciado em 1960 foi interrompida pela chegada ao poder dos Khmer Vermelho, e os registos das posições das pedras perderam-se. Iniciou-se uma segunda iniciativa em 1995 dirigida por uma equipa de arqueólogos franceses. Em abril de 2011, após 51 anos, os arqueólogos terminaram a restauração do templo que tem conseguido a estabilização dos imensos alicerces deste monumento. O rei Norodom Sihamoni de Camboja e o prémier da França, François Fillon, estiveram entre os primeiros que visitaram o templo restaurado durante a cerimónia de inauguração 3 de julho de 2011.

## Galeria

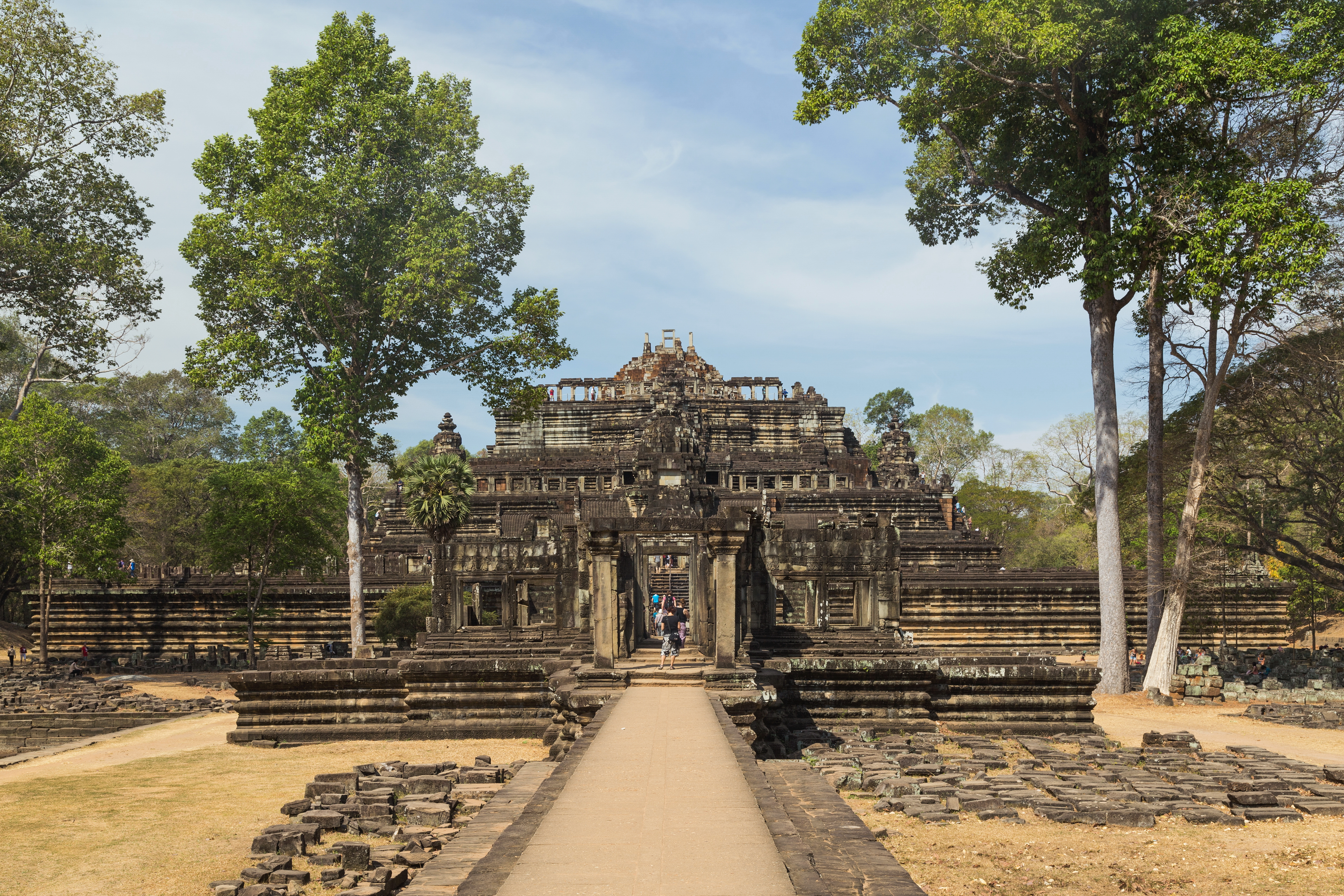
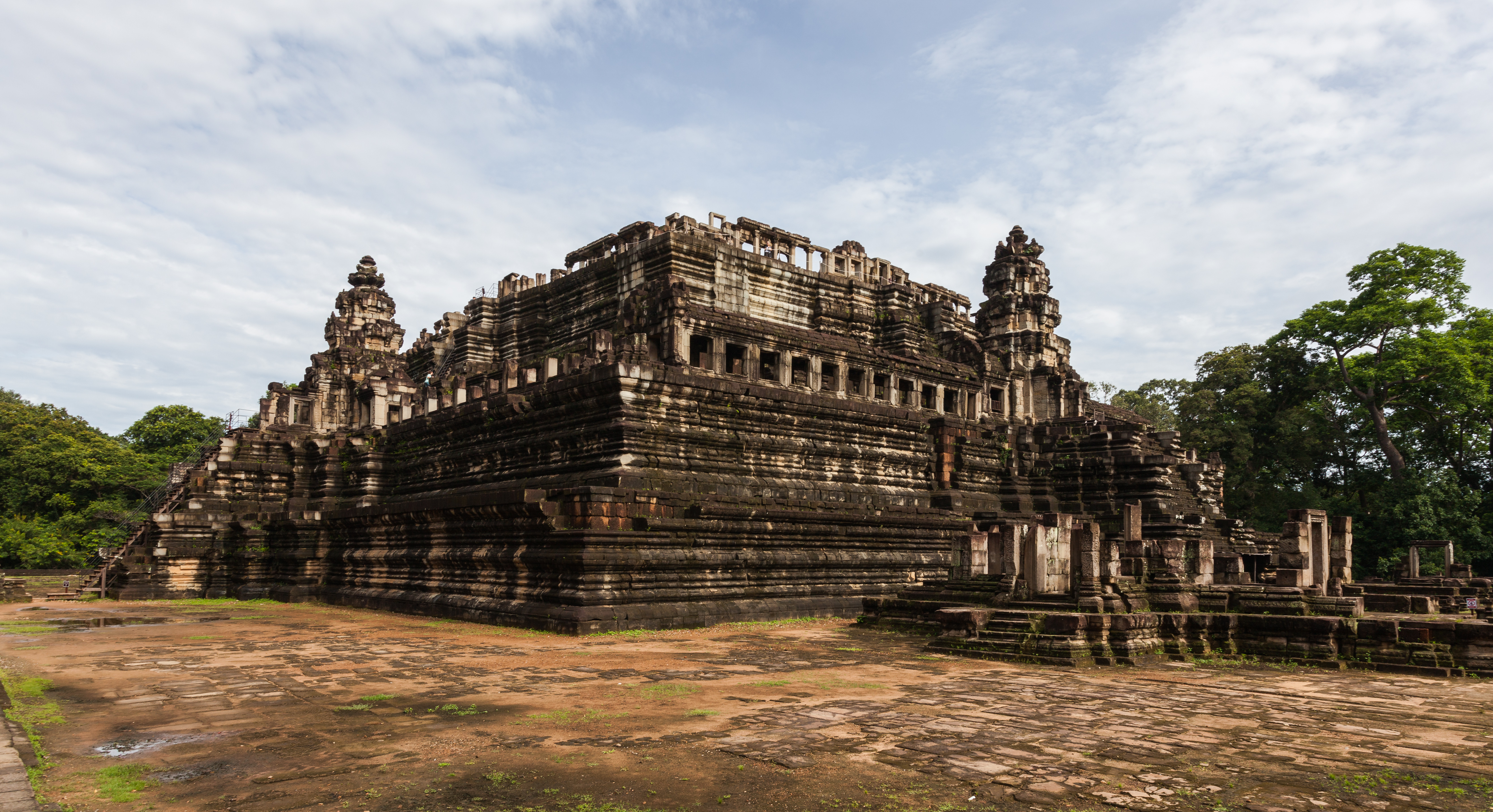
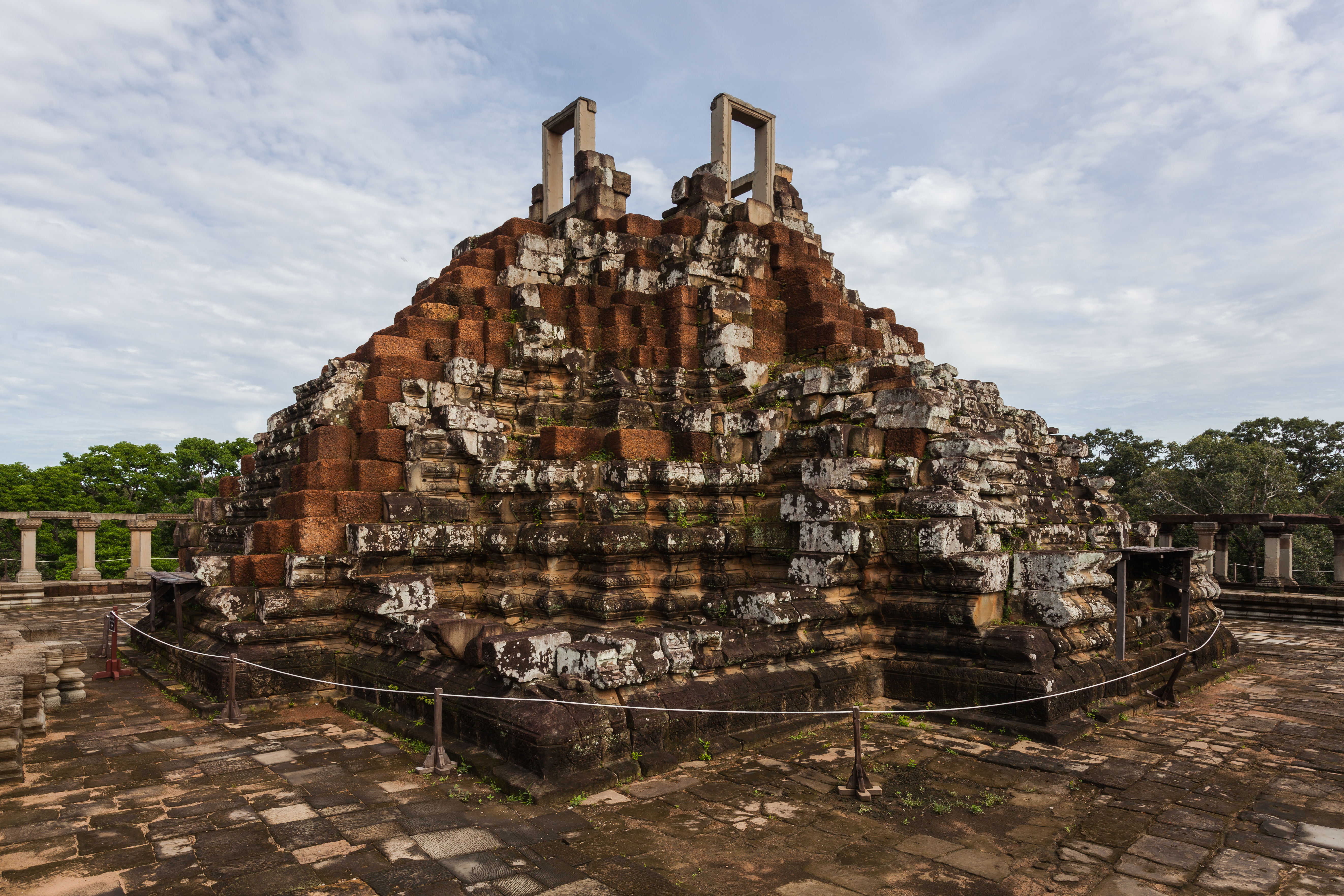
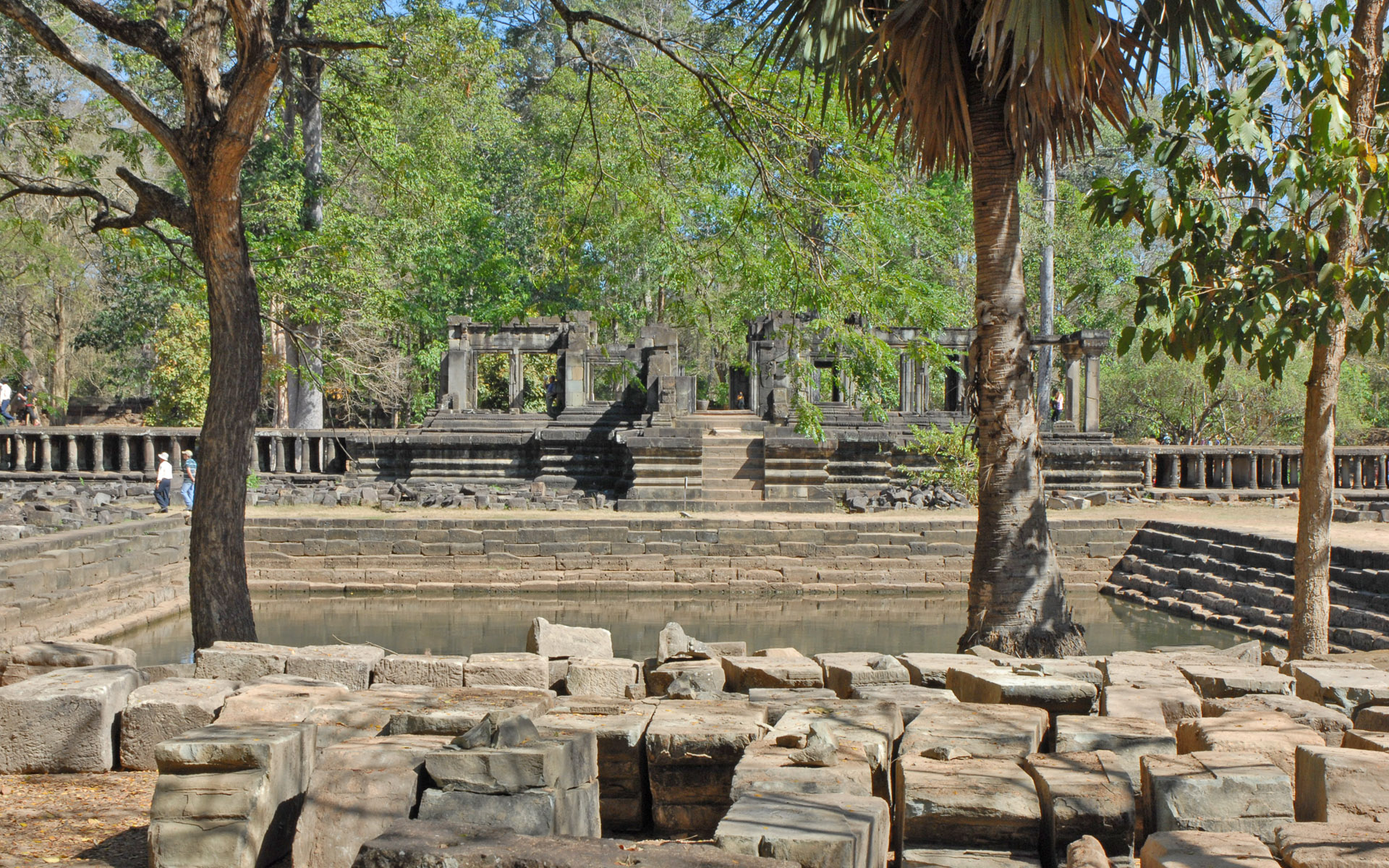
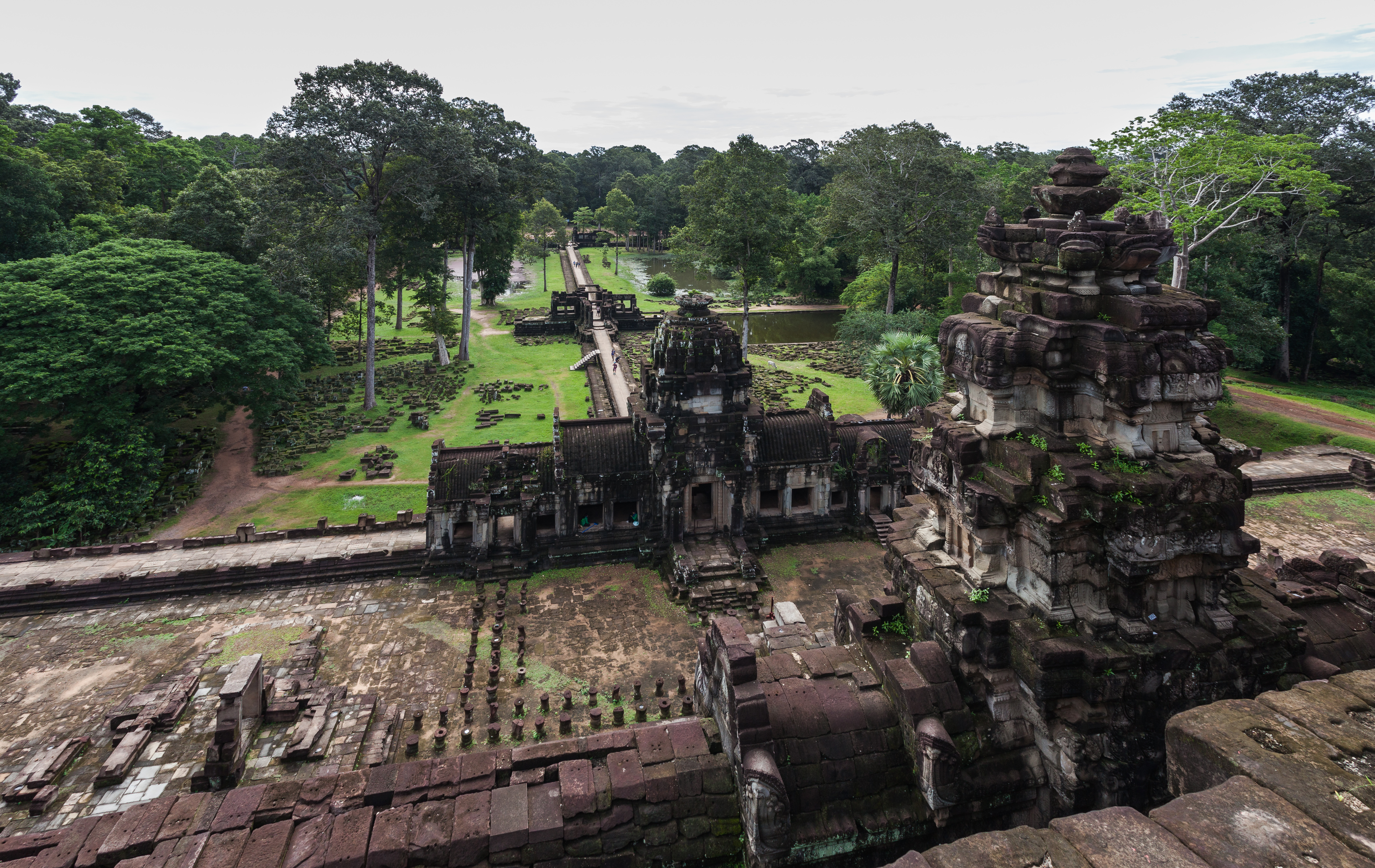
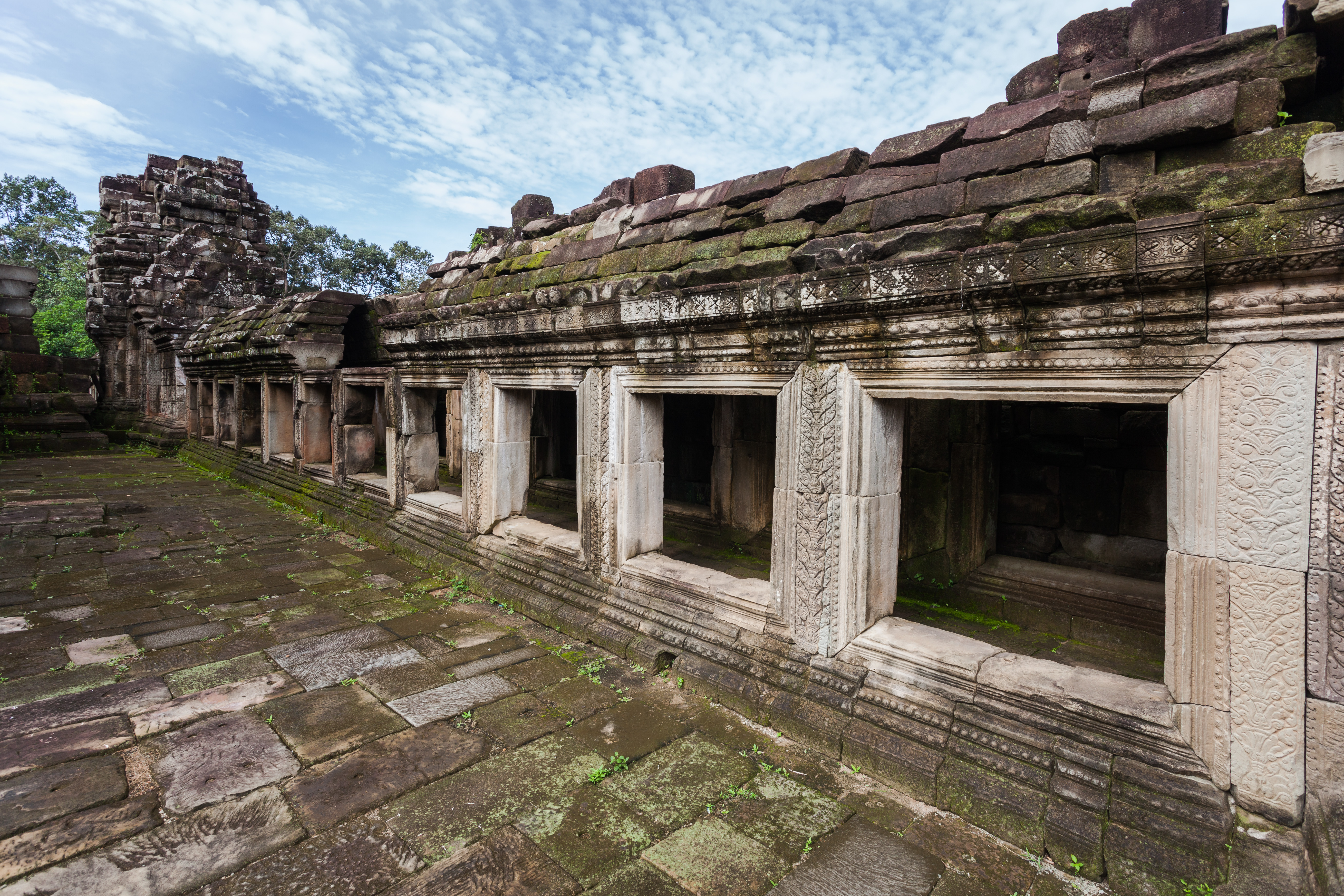
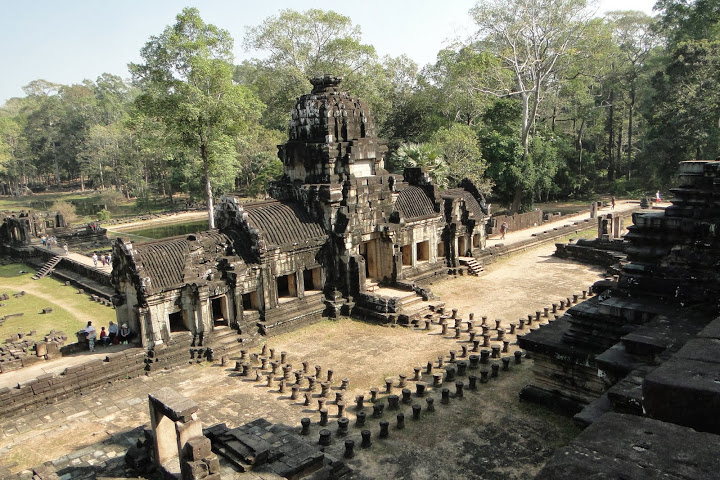
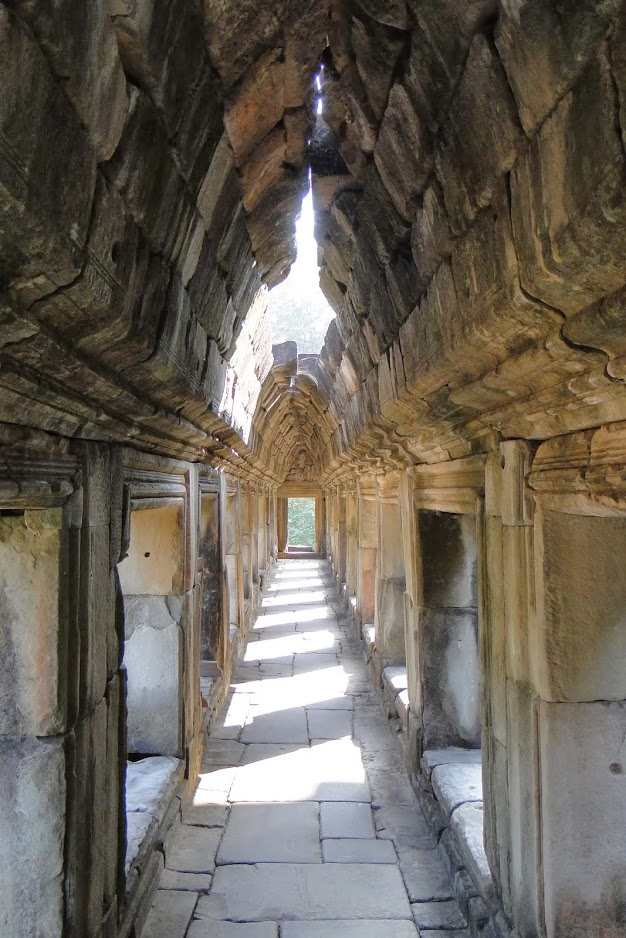
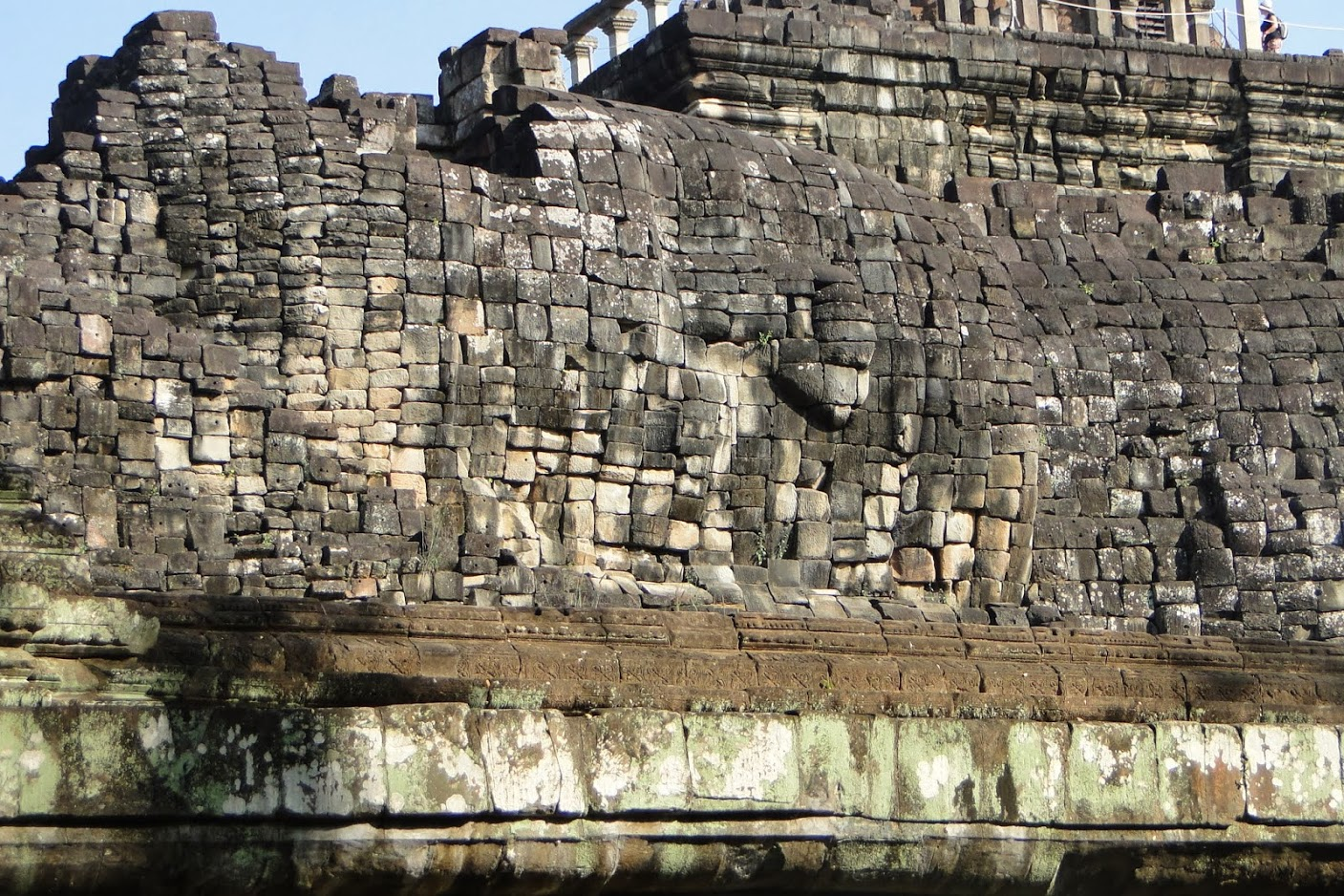
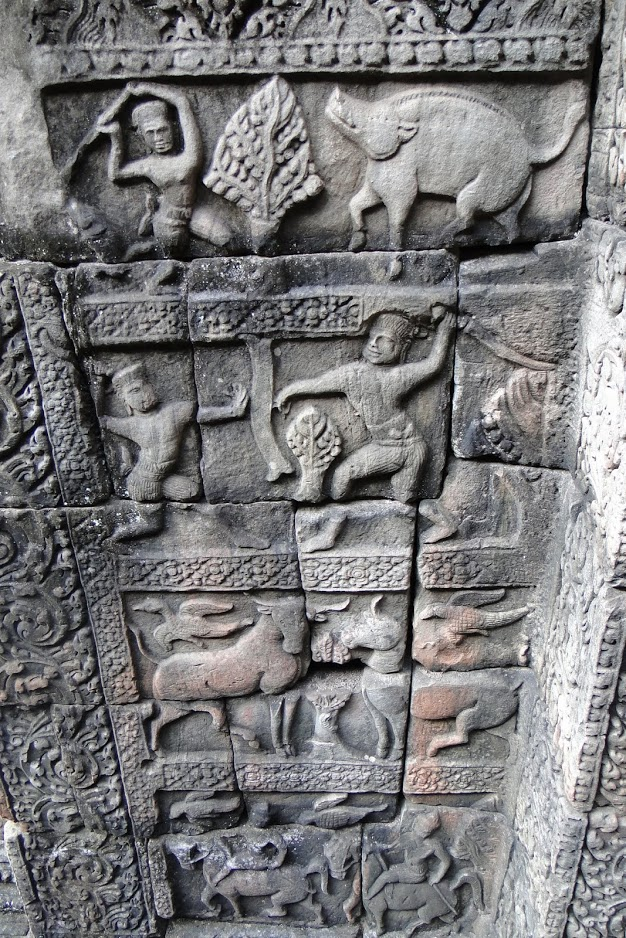